# 국도 제9호선 (일본)
국도 제9호선(일본어: 国道9号)은 일본 교토부 교토시 시모교구부터 야마구치현 시모노세키시를 잇는 총 연장 759.2 km 구간을 가진 일본의 일반 국도이다.

## 주요 경유지
- 교토부
  - 교토시 시모교구 - 교토 시 우쿄구 - 교토 시 니시쿄구 - 가메오카시 - 난탄시 - 후나이군 교탄바정 - 후쿠치야마시

- 효고현
  - 아사고시 - 야부시 - 미카타 군 가미 정 - 미카타 군 신온센정

- 돗토리현
  - 이와미군 이와미정 - 돗토리시 - 도하쿠군 유리하마정 - 도하쿠 군 호쿠에이정 - 도하쿠 군 고토우라정 - 사이하쿠군 다이센정 - 요나고시 - 사이하쿠 군 히에즈촌 - 요나고 시

- 시마네현
  - 야스기시 - 마쓰에시 - 이즈모시 - 오다시 - 고쓰시 - 하마다시 - 마스다시 - 가노아시군 쓰와노정

- 야마구치현
  - 야마구치시 - 우베시 - 산요오노다시 - 시모노세키시

## 같이 보기
- 오기칠도